# Jardín Colgante de Valongo
El Jardín Colgante de Valongo es una construcción paisajística situada en la encosta oeste del morro de la Concepción, en el tramo que también fue llamado de morro de Valongo, en el barrio de Saúde, en el centro de Río de Janeiro. Fue proyectado por el arquitecto-paisajista Luis Rey y construido en 1906, como parte de un muro de contención, durante la administración del alcalde Pereira Pasos. Está 7 metros por encima del nivel de la calle y posee 1.530 m².

## Historia
Fue concebido como un jardín romántico, destinado al paseo de la sociedad en los finales de tarde, comprendía terraza, paseos, árboles, faroles de gas, depósito de agua para riego, jardín rústico, casa del guardia y depósito de herramientas e incluso una cascada. El acceso se hace hoy por escaleras por la calle Camerino.
Había, en el jardín, cuatro estatuas en mármol representando dioses romanos: Minerva, Mercurio, Ceres y Marte. Estas estatuas fueron retiradas del cercano muelle de Valongo del arquitecto Grandjean de Montigny, que en ese entonces se encontraba en ruinas.
En 2002, las estatuas fueron parcialmente dañadas por vándalos y el ayuntamiento las transfirió al Palacio de la Ciudad. Réplicas de las originales fueron almacenadas temporalmente en el Parque Noronha Santos, en la avenida Presidente Vargas, al lado de la Sede de la División de Monumentos y Chafarizes de la Fundación Parques y Jardines. En junio de 2012, las réplicas fueron reubicadas en el jardín tras su reapertura, como parte del proyecto de rehabilitación del puerto.